# Kommunstyre- och fylkestingsval i Norge 2007

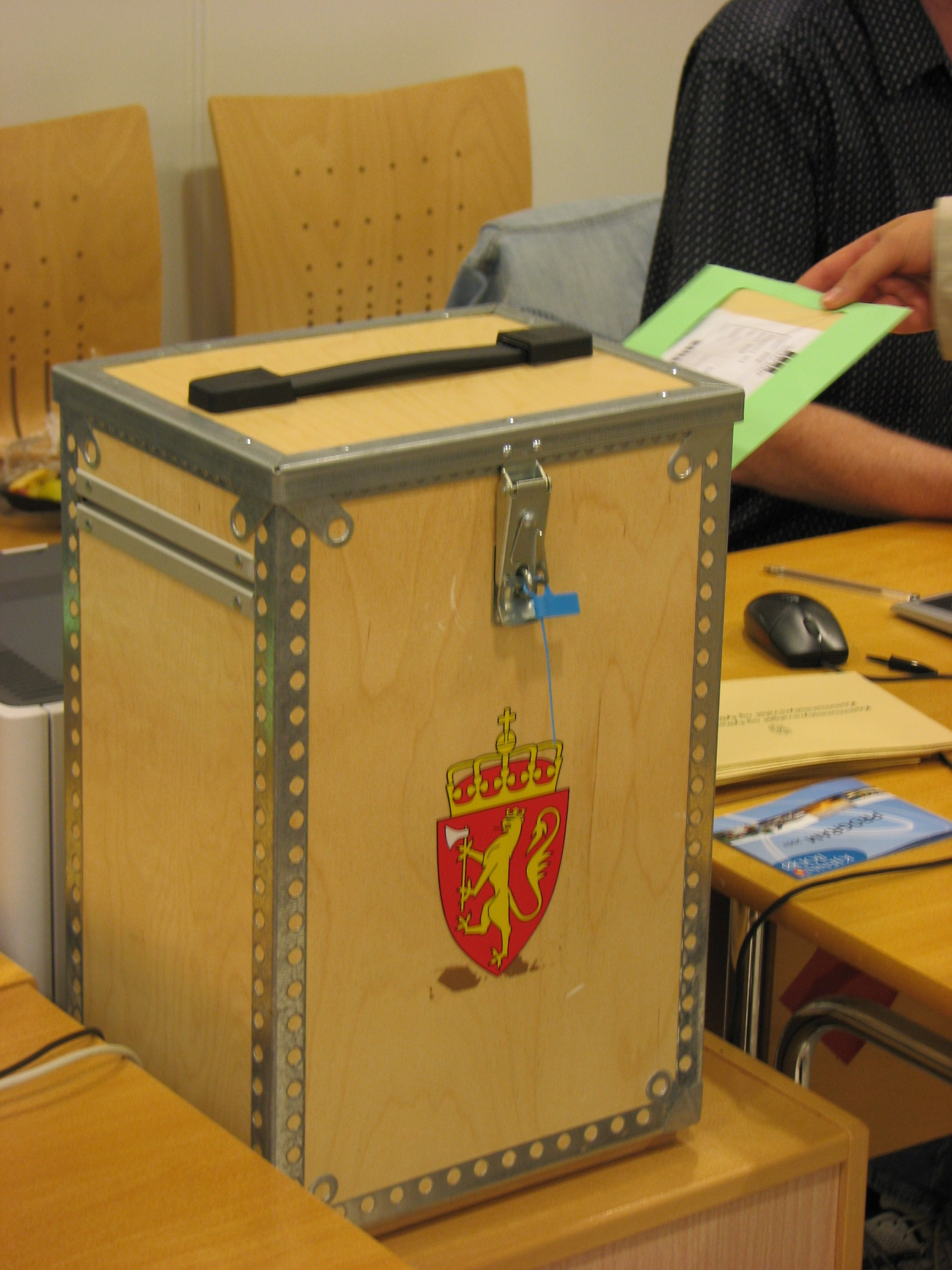
Valurna

Kommunstyre- och fylkestingsvalet 2007 var ett rikstäckande lokalval i Norge som genomfördes måndag 10 september. Man valde representanter till kommunstyrelser och fylkesting för valperioden 2007–2011.
Valdeltagandet var 61,2% i kommunvalet och 57,4% för val till fylkestingen.